# مولي فينك
مولي فينك (بالإنجليزية: Molly Fink)‏ هي نجمة اجتماعية أسترالية، ولدت في 15 سبتمبر 1894 في ملبورن في أستراليا، وتوفيت في 20 نوفمبر 1967 في كان في فرنسا.